# Utetheisa papuana
Utetheisa papuana là một loài bướm đêm thuộc phân họ Arctiinae, họ Erebidae.